# Cyprinella xanthicara
Cyprinella xanthicara (tên tiếng Tây Ban Nha là Cuatro Cienegas Shiner) là một loài cá vây tia thuộc họ Cyprinidae.
Loài này chỉ có ở México.